# Monte da Cividade

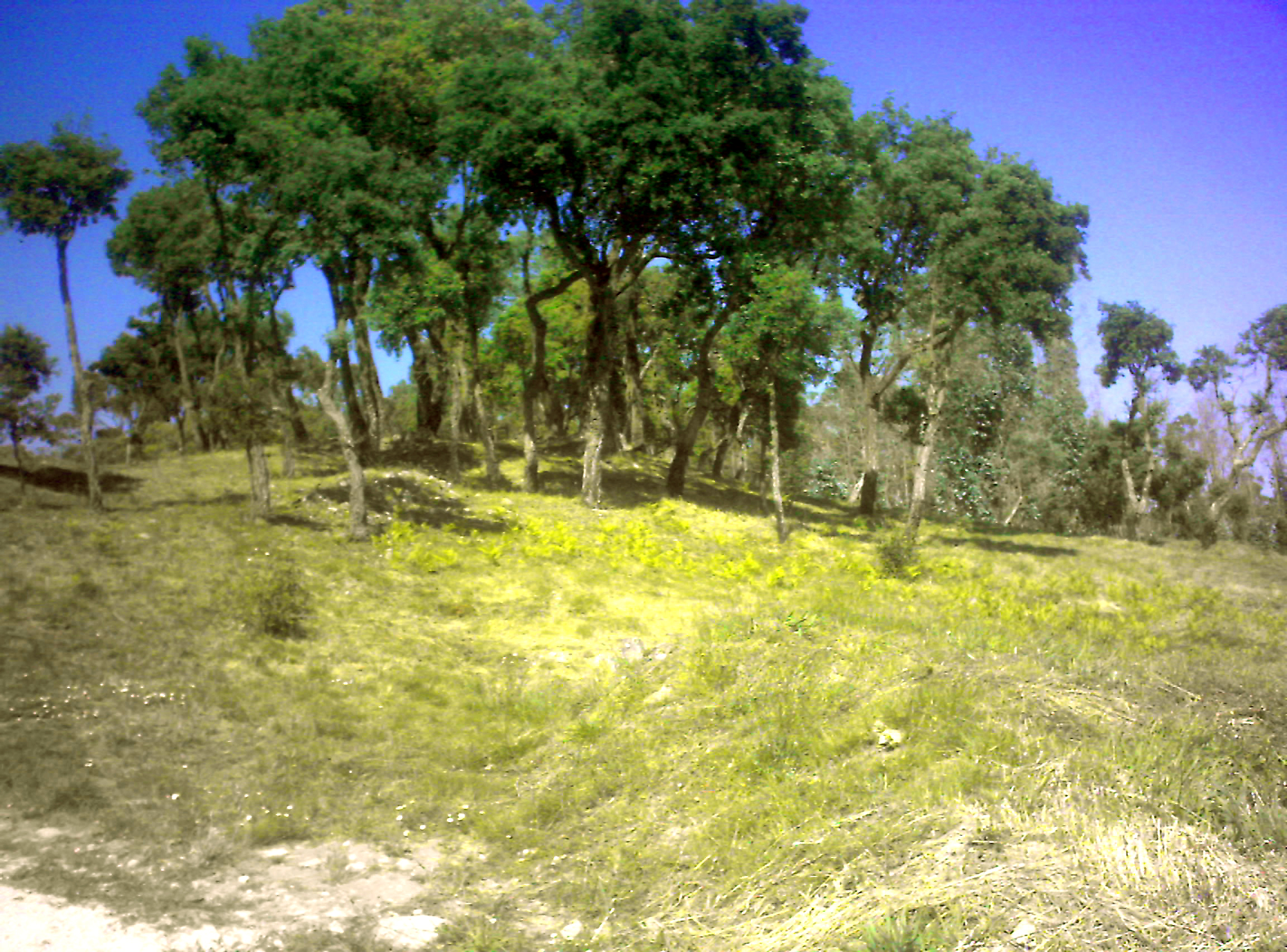
Flora autóctona en el Monte da Cividade.

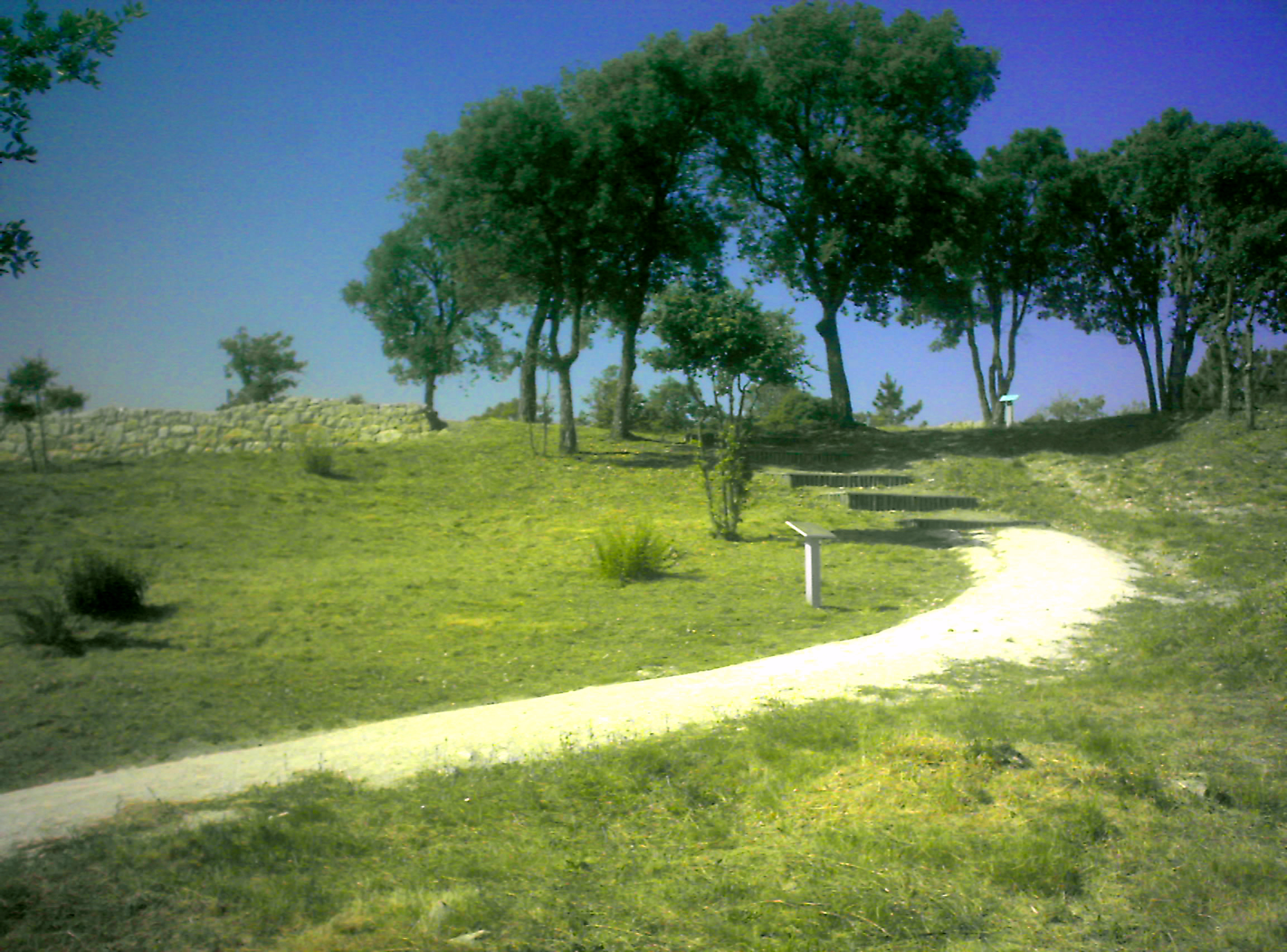
Acceso a la acrópolis de la Cividade de Terroso, en la cumbre del monte.

El Monte da Cividade (153 metros) es uno de los dos montes próximos a la ciudad de Póvoa de Varzim, en Portugal. El monte está localizado en la localidad de Terroso, freguesia de Aver-o-Mar, Amorim e Terroso, al este de la ciudad, y es el segundo monte más alto del municipio, después del monte de São Félix. Estos montes forman parte de la secuencia montañosa de la Sierra de Rates.
En la cima del monte, a 153 metros de altura, se encuentra la cividade de Terroso, una antigua e importante ciudad de la cultura castreña con cerca de 3.000 años de existencia, aunque estuvo habitada durante cerca de mil años.
El monte y su cividade fueron descritos en las Memorias Parroquiales de 1758: estâ êsta freguezia [Terroso] toda a roda cercada de campos lavradios, e sô por hua parte coazi no meyo della tem hum Monte mais levantado, que será tanto, como a tersa parte dos campos lavradios da tida freguezia e dizem os Antigos fora este Monte Cidade de Mouros, porque se chama este Monte da Cividade.
Alrededor del monte se han descubierto túmulos que se remontan al inicio del poblamiento de la región, bastante anterior al poblamiento de la cividade.
En las laderas del Monte da Cividade se encuentran dos aldeas, Sejães al este y Terroso al oeste.
- Datos: Q5124379